# Wild Cards
Wild Cards ist eine Serie von Science-Fiction-Kurzgeschichten und Romanen mehrerer US-amerikanischer Autoren, die dem Superhelden- und Alternativweltgeschichte-Genre zugeordnet wird.
Ausgangspunkt des gemeinsamen fiktiven Universums der Serie ist die Freisetzung eines außerirdischen Virus über Manhattan im Jahr 1946, das 90 % seiner Opfer tötet, neun Prozent mit abstoßenden Mutationen zeichnet (die "Joker") und einem Prozent Superkräfte verleiht (die "Aces"). Die Erzählungen der Serie befassen sich mit den Überlebenden, der Auseinandersetzung mit den für das Virus verantwortlichen Außerirdischen und der Auswirkung des Vorfalls auf die Weltgeschichte. Die Handlung ist hauptsächlich in und um New York angesiedelt.
Die Serie wurde von einer Gruppe von Autoren aus New Mexico ins Leben gerufen und wird hauptsächlich von George R. R. Martin herausgegeben. Seit 1987 wurden bisher 21 Anthologiebände und Romane durch verschiedene Verlage veröffentlicht. Zu den beteiligten Autoren gehören George R. R. Martin, Melinda Snodgrass, Roger Zelazny, Lewis Shiner, Walter Jon Williams, Pat Cadigan, Howard Waldrop, Leanne C. Harper, Chris Claremont, Victor Milán und John J. Miller. Die Serie bezeichnet einige Anthologiebände als „Mosaikroman“, weil sie eine in sich zusammenhängende Handlung aus der Perspektive mehrerer Charaktere abdecken, erzählt in den einzelnen Kurzgeschichten der verschiedenen Autoren.

## Bücher
Die ersten zwölf Bücher erschienen bei Bantam Books. Hiervon erschienen die ersten sechs Bände in deutscher Übersetzung bei Heyne. Band 1, 2, 5 und 6 wurde aufgrund des Umfangs jeweils geteilt.
- Wild Cards (1987), Kurzgeschichtenanthologie
  - Wild Cards 1 – Vier Asse 1996, ISBN 978-3-453-10925-4.
  - Wild Cards 2 – Asse und Joker 1996, ISBN 978-3-453-10926-1.
  - Wild Cards – Die erste Generation 1 – "Vier Asse" 2016, ISBN 978-3-7645-3153-9.

- Aces High (1987), Kurzgeschichtenanthologie
  - Wild Cards 3 – Asse hoch! 1996, ISBN 978-3-453-10934-6.
  - Wild Cards 4 – Schlechte Karten 1996, ISBN 978-3-453-10942-1.
  - Wild Cards – Die erste Generation 2 – "Der Schwarm" (5/2017) ISBN 978-3-7645-3171-3.

- Jokers Wild (1987), Kurzgeschichtenanthologie
  - Wild Cards 5 – Wilde Joker 1997, ISBN 978-3-453-11913-0.
  - Wild Cards – Die erste Generation 3 – "Der Astronom" (11/2017) ISBN 978-3-7645-3178-2.
- Aces Abroad (1988), Kurzgeschichtenanthologie
  - Wild Cards 6 – Asse im Einsatz 1997, ISBN 978-3-453-12665-7.

- Down and Dirty (1988), Kurzgeschichtenanthologie
  - Wild Cards 7 – Nur Tote kennen Jokertown 1998, ISBN 978-3-453-13321-1.
  - Wild Cards 8 – Konzert für Sirenen und Serotonin 1998, ISBN 978-3-453-14001-1.

- Ace in the Hole (1990), Kurzgeschichtenanthologie
  - Wild Cards 9 – Terror und Dr. Tachyon 1999, ISBN 978-3-453-14910-6.
  - Wild Cards 10 – Ein As in der Hinterhand 1999, ISBN 978-3-453-15642-5.
- Dead Man's Hand (1990), Kurzgeschichtenanthologie
- One-Eyed Jacks (1991), Kurzgeschichtenanthologie
- Jokertown Shuffle (1991), Kurzgeschichtenanthologie
- Double Solitaire (1992), Roman von Melinda Snodgrass
- Dealer's Choice (1992), Kurzgeschichtenanthologie
- Turn of the Cards (1993), Roman von Victor Milán

Drei weitere erschienen bei Baen Books:
- Card Sharks (1993), Kurzgeschichtenanthologie
- Marked Cards (1994), Kurzgeschichtenanthologie
- Black Trump (1995), Kurzgeschichtenanthologie

Anschließend wechselte die Serie zum kurzlebigen iBooks-Imprint:
- Deuces Down (2002), Kurzgeschichtenanthologie
- Death Draws Five (2006), Roman von John J. Miller

Alsdann übernahm Tor Books die Fortsetzung der Serie:
- Inside Straight (2008), Roman
  - Das Spiel der Spiele. Penhaligon, München 2014, ISBN 978-3-7645-3127-0.
- Busted Flush (2008), Kurzgeschichtenanthologie
  - Der Sieg der Verlierer. Penhaligon, München 2015, ISBN 978-3-7645-3129-4.
- Suicide Kings (2009), Kurzgeschichtenanthologie
  - Der höchste Einsatz. Penhaligon, München 2016, ISBN 978-3-7645-3130-0.
- Fort Freak (2011), Kurzgeschichtenanthologie
  - Die Cops von Jokertown. Penhaligon, München 2018, ISBN 978-3-7645-3214-7.
- Lowball (2014), Kurzgeschichtenanthologie
  - Die Gladiatoren von Jokertown Penhaligon, München 2019, ISBN 978-3-7645-3221-5.
- High Stakes (2016), Kurzgeschichtenanthologie
  - Die Hexe von Jokertown. Penhaligon, München 2019, ISBN 978-3-7645-3222-2.

## Andere Medien
Teile der Buchreihe wurden 1990 als vierteilige Comic-Miniserie adaptiert und von  Epic Comics, einem Marvel-Imprint, veröffentlicht.
Sie erschienen zusammengefasst auch 1992 als Epic Comics: An Anthology. Eine zweite, sechsteilige Comicserie nach einem Skript von Daniel Abraham erschien 2008 bei Dabel Brothers Productions und wurde zusammengefasst 2011 von Dynamite Comics als George R. R. Martin's Wild Cards: The Hard Call erneut herausgegeben.
Die Serie wurde auch zweimal von John J. Miller in das Pen-&-Paper-Rollenspiel-Format überführt. Zunächst erschienen ab 1989 zwei GURPS-Quellenbücher. 2008 publizierte Green Ronin Publishing das Wild Cards Campaign Setting als Teil der Mutants & Masterminds-Serie.
Im Oktober 2011 erwarb Syfy Films die Film- und Fernsehrechte an Wild Cards in der Absicht, einen Kinofilm und möglicherweise später eine Fernsehserie zu realisieren. 2016 erwarb Universal Cable Productions die TV-Rechte.